# مارگوت فونتین
مارگوت فونتین (انگلیسی: Margot Fonteyn؛ زاده ۱۸ مهٔ ۱۹۱۹ درگذشته ۲۱ فوریهٔ ۱۹۹۱) یک بالرین اهل بریتانیا بود. او تمام دوران حرفه ای خود را در باله سلطنتی انگلستان گذراند و از طرف ملکه الیزابت دوم به لقب prima ballerina assoluta ملقب گردید. اجرای او در رقص باله دریاچه قو از مشهورترین اجراهای این نمایش است. وی پیش از انقلاب ۱۳۵۷ ایران به عنوان رقصنده مهمان سازمان باله ملی ایران در این کشور برنامه اجرا کرد.